# Courtney

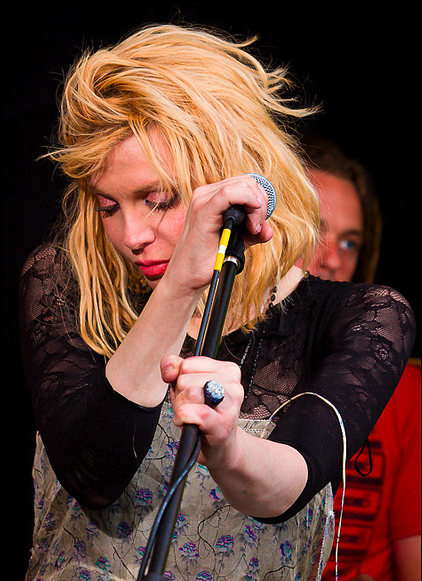
Courtney Love

Courtney är en engelsk form av ett franskt namn som från början var ett ortnamn.
Den 31 december 2014 fanns det totalt 32 kvinnor folkbokförda i Sverige med namnet Courtney, varav 26 bar det som tilltalsnamn.
Namnsdag: saknas

## Personer med namnet Courtney
- Courtney Hawkins, amerikansk friidrottare
- Courtney Hunt, amerikansk regissör och manusförfattare
- Courtney Kupets, amerikansk gymnast
- Courtney Love, amerikansk artist
- Courtney McCool, amerikansk gymnast
- Courtney Thorne-Smith, amerikansk skådespelare